# Memoirs of the Botanical Survey of South Africa
Memoirs of the Botanical Survey of South Africa (abreviado Mem. Bot. Surv. South Africa) fue una revista con ilustraciones y descripciones botánicas que fue editada en Pretoria desde el año 1919 hasta 1993.